# Iranische Botschaft in Wien

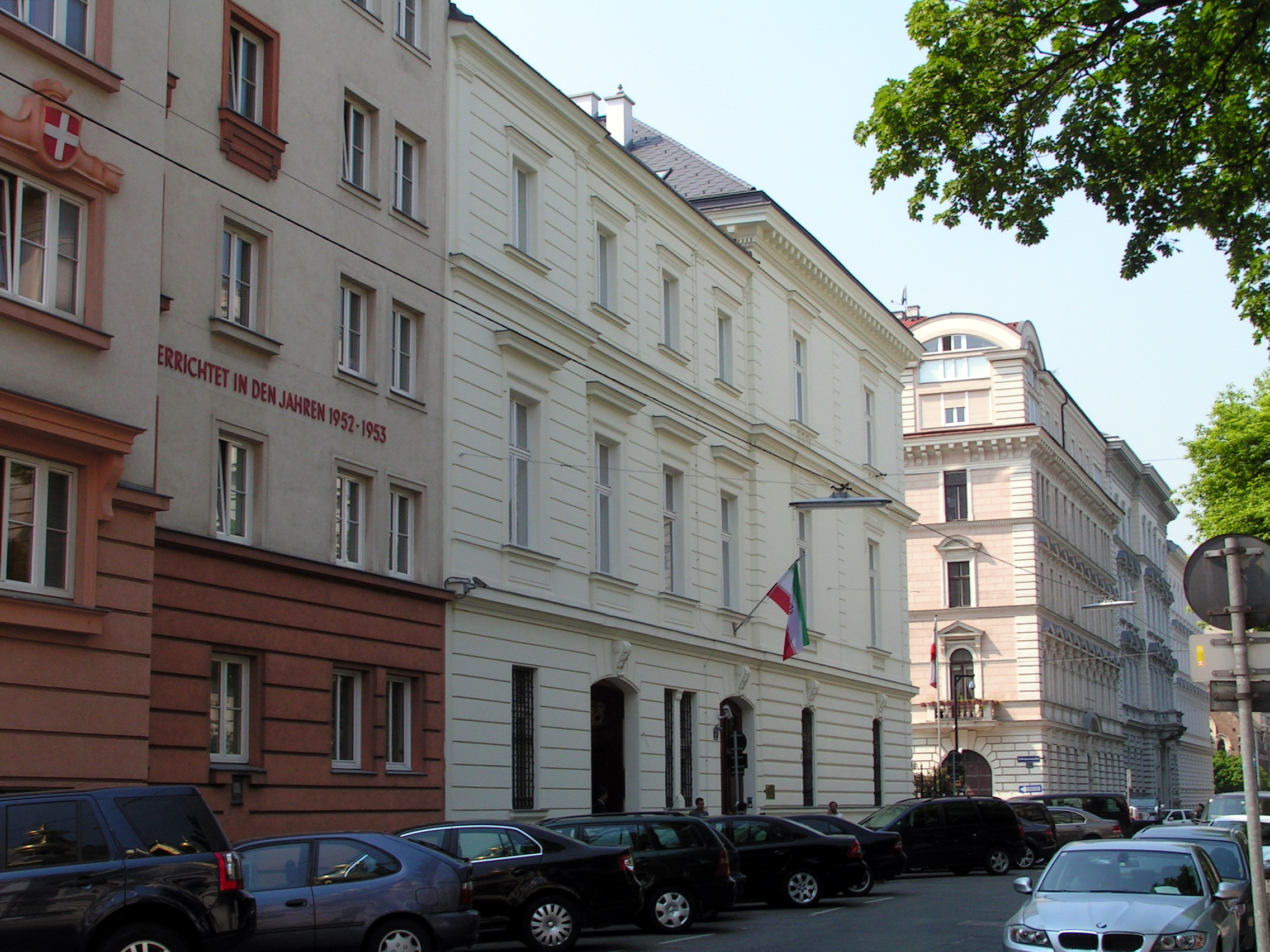
Iranische Botschaft, Wien-Landstraße, Jaurèsgasse

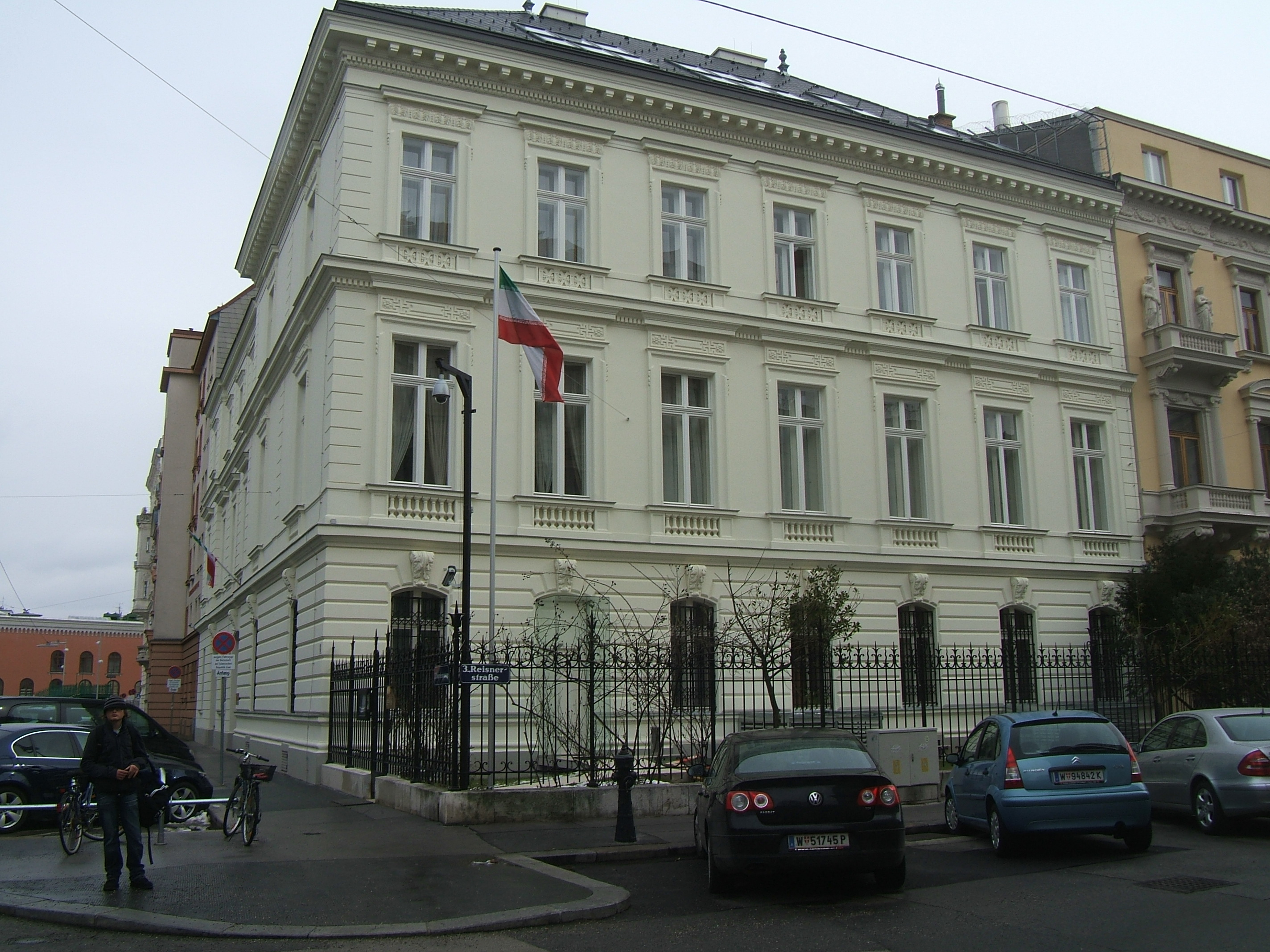
Palais Sigray St. Marsan, Schauseite Reisnerstraße

Eine konsularische Vertretung Persiens gab es in Wien seit 1873; zu dieser Zeit war der persische Botschafter in London auch am Wiener Hof akkreditiert. Die Botschaft besteht seit 1878.

## Kanzlei
Die Botschaft befindet sich im ehemaligen Palais Sigray St. Marsan in Wien-Landstraße in der Reisnerstraße 49/Jaurèsgasse 9, der Zugang ist im Neubau (Adresse Jaurèsgasse 9) und sie nennt sich heute Botschaft der Islamischen Republik Iran. Dazwischen befand sie sich vorübergehend im Palais Wessely (4., Argentinierstraße), und Palais Redlich (Jaurèsgasse 3).

## Andere Gebäude
Zur diplomatischen Vertretung gehören heute auch:
- Konsularabteilung der Botschaft der Islamischen Republik Iran
- Kulturabteilung der Botschaft der Islamischen Republik Iran (7., Schottenfeldgasse 8)
- Protokollabteilung der Botschaft der Islamischen Republik Iran
- Ständige Vertretung der Islamischen Republik Iran an die Vereinten Nationen und andere Internationale Organisationen in Wien (UNO, UNIDO, CTBTO)
- Ständige Vertretung der Islamischen Republik Iran an die IAEO (22., Leonard Bernstein-Straße, beim Vienna International Center)

Außerdem gehört die Villa Blaimschein (13., Lainzer Straße) zur Botschaft.